# Linus Roache
Linus Roache (Manchester, 1 februari 1964) is een Brits-Amerikaans acteur.

## Biografie
Roache groeide op in een gezin van vijf kinderen als zoon van Coronation Street-acteur William Roache, die in die serie Ken Barlow speelde, en actrice Anna Cropper. Zijn ouders scheidden in 1974, later hertrouwde zijn vader met Sara McEwan Mottram, die eveneens een rol in de serie had.
Roache volgde na de middelbare school een acteeropleiding aan de Central School of Speech and Drama in Londen. Hij begon in 1976 als jeugdacteur in de televisieserie The Onedin Line. Hierna speelde hij in televisieseries en films in zowel Engeland als Amerika. Het bekendst is hij van zijn rol als eerste hulpofficier van justitie Michael Cutter in de televisieserie Law & Order, waarin hij in drieënzestig afleveringen speelde (2008-2010).
Roache trouwde in 2003 met actrice Rosalind Bennett.

## Prijzen en nominaties
- 2004: BAFTA Award voor beste acteur voor de film Blind Flight – genomineerd.
- 2003: Satellite Award voor beste prestatie van een acteur met een bijrol voor de film The Gathering Storm – gewonnen.
- 2003: Golden Globe voor beste prestatie voor de film RFK – genomineerd.
- 2002: Evening Standard British Film Award voor beste acteur voor de film Pandaemonium – gewonnen.
- 1996: Chlotrudius Award voor beste acteur voor de film Priest – genomineerd.

## Filmografie

### Films (selectie)
- 2018: Mandy - als Jeremiah
- 2014: Non-Stop – als David McMillan
- 2006: Find Me Guilty – als Sean Kierney
- 2005: Batman Begins – als Thomas Wayne
- 2004: The Forgotten – als vriendelijke man
- 2004: The Chronicles of Riddick – als Purifier
- 2003: Beyond Borders – als Henry Bauford
- 2002: RFK – als Robert F. Kennedy
- 2002: Hart's War – als kapitein Peter A. Ross

### Televisieseries
Uitgezonderd eenmalige gastrollen.
- 2022-2024: Billy the Kid - als John Tunstall - 5 afl.
- 2023: Fellow Travelers - als senator Smith - 8 afl.
- 2022: The Recruit - als senator Smoot - 2 afl.
- 2017-2020: Homeland - als David Wellington - 23 afl.
- 2019: Summer of Rockets - als Richard Shaw - 6 afl.
- 2017: Bancroft - als Tim Fraser - 2 afl.
- 2014-2017: Vikings – als koning Ecbert van Wessex - 33 afl.
- 2012: Titanic – als Hugh graaf van Manton – 4 afl.
- 2011: Law & Order: Special Victims Unit – als officier van justitie Michael Cutter – 2 afl.
- 2010: Coronation Street – als Lawrence – 4 afl.
- 2008-2010: Law & Order – als eerste hulpofficier van justitie Michael Cutter – 63 afl.
- 2006-2007: Kidnapped – als Andy Archer – 13 afl.
- 1994: Seaforth – als Bob Longmen – 9 afl.

- Biblioteca Nacional de España: XX1386012
- Bibliothèque nationale de France: cb14221011c (data)
- Gemeinsame Normdatei: 141727667
- International Standard Name Identifier: 0000 0000 8138 697X
- Library of Congress Control Number: nr98037660
- MusicBrainz: eb2e825f-54c6-4dfe-b54f-aa26a0e85f7f
- Nationale Bibliotheek van Israël: 987007444850305171
- Nederlandse Thesaurus van Auteursnamen: 14563518X
- Système universitaire de documentation: 12524360X
- Virtual International Authority File: 59295894
- WorldCat: E39PBJcWqTGxDV7RbbVPFDfpfq